# 울산고속도로
| 2001년 이전 고속국도 노선 (기종점은 2001년 8월 24일 이전을 기준으로 함) | 2001년 이전 고속국도 노선 (기종점은 2001년 8월 24일 이전을 기준으로 함) | 2001년 이전 고속국도 노선 (기종점은 2001년 8월 24일 이전을 기준으로 함) |
| ----------------------------------------------------------------------- | ----------------------------------------------------------------------- | ----------------------------------------------------------------------- |
| 노선 기호와 사용 연도                                                   |                                                                         | 8                                                                       |
| 노선 기호와 사용 연도                                                   | 1983년 ~ 1997년                                                         | 1997년 ~ 2001년                                                         |
| 노선명                                                                  | 울산고속도로 (고속국도 제8호선)                                         | 울산고속도로 (고속국도 제8호선)                                         |
| 기점                                                                    | 울산광역시 울주군                                                       | 울산광역시 울주군                                                       |
| 종점                                                                    | 울산광역시 남구                                                         | 울산광역시 남구                                                         |

울산고속도로(蔚山高速道路, 고속국도 제16호선)는 울산광역시 울주군을 기점으로, 울산광역시 남구를 종점으로 하여 동서를 잇는 대한민국의 고속도로이다. 대한민국에서 경인고속도로와 경부고속도로에 이어 세 번째로 개통되었다.
1962년 울산이 특정공업지구로 지정된 이후, 대단위 공업단지가 조성되면서 이들 공업단지의 수송로 확보를 위하여 건설되었다. 건설 당시에는 '언양 - 울산간 유료 도로'라는 이름의 지방도였으며, 건설자금은 전액 한신부동산주식회사에서 출자하였다. 시공은 현대건설이 맡았으며, 1969년 6월부터 6개월 간의 공사 끝에 완공되었다.
개통 이후 지금까지 울산 외곽을 통과하는 경부고속도로와 울산 시가지 및 공업단지를 연결하는 산업고속도로의 역할을 하고 있다. 고속도로 관리는 한국도로공사 울산지사에서 담당하고 있다. 하루 4만 여대가 왕복하며, 화물운송 차량의 이용률이 특히 높다. 최근에는 울산시민들의 통행료 부담이 심각해지자, 통행료 폐지 논쟁이 벌어지고 있다.

## 역사
- 1969년 6월 20일 : 전 구간 (언양 - 울산) 착공
- 1969년 12월 29일 : 전 구간 (언양 - 울산) 개통
- 1974년 11월 1일 : 한국도로공사에 운영권 이양[2]
- 1978년 6월 22일 : 경상남도 울주군 언양면 ~ 울산시 무거동 구간을 고속국도 제8호선 언양 ~ 울산선으로 지정[3]
- 1981년 11월 7일 : 울산고속도로(울산선)으로 노선명 변경[4]
- 1992년 3월 16일 : 울산 요금소 이설 공사로 인해 경상남도 울산군 언양면 반송리 600m 구간 도로구역 변경[5]
- 1992년 4월 29일 : 종점을 '경상남도 울산시 무거동'에서 '경상남도 울산시 남구 무거동'으로 변경[6]
- 1995년 1월 1일 : 기점을 '경상남도 울주군 언양면'에서 '경상남도 울산시 언양면'으로 변경[7]
- 1997년 8월 27일 : 기점을 '경상남도 울산시 언양면'에서 '울산광역시 울주군 언양면'으로, 종점을 '경상남도 울산시 남구 무거동'에서 '울산광역시 남구 무거동'으로 변경[8]
- 2000년 9월 10일 : 서울산 나들목 개업으로 언양 나들목 언양 방향 폐쇄
- 2001년 6월 18일 : 2003년 8월까지 어음교 전면 개량 공사로 인해 울산광역시 울주군 언양읍 어음리 1.2km 구간 도로구역 변경[9]
- 2001년 8월 25일 : 노선번호를 제8호에서 제16호로 변경.[10]
- 2002년 6월 22일 : 2005년 12월까지 울산 분기점 신설을 위해 울산광역시 울주군 범서읍 천상리 ~ 굴화리 3.6km 구간 도로구역 변경[11]
- 2002년 8월 31일 : 반송 정류장 폐쇄
- 2004년 12월 29일 : 국도 제24호선 상북 ~ 언양간 도로가 확장 개통됨에 따라 언양 나들목 폐쇄
- 2004년 ~ 2007년 : 고속도로 구간 내 교량 재건축
- 2007년 7월 10일 : 범서 정류장 임시 폐쇄
- 2008년 7월 24일 : 울산 종점 ~ 범서간 확장 (4 → 6차로)
- 2008년 12월 8일 : 울산 요금소를 울산광역시 울주군 언양읍 반송리에서 울산광역시 울주군 범서읍 굴화리로 이전
- 2008년 12월 29일 : 장검 나들목 개통, 동해고속도로 부산 ~ 울산 구간 개통과 함께 울산 분기점 개통, 범서 정류장 재개장
- 2010년 11월 30일 : 2013년까지 사연대교 전면 개량공사를 위해 울산광역시 울주군 범서읍 사연리 ~ 입암리 1.2km 구간 도로구역 변경[12]
- 2010년 12월 28일 : 도로명주소에 언양 분기점부터 신복로터리까지 14.3km 구간을 울산고속도로로 고시[13]
- 2015년 3월 27일 : 국토교통부고시로 기점을 '울산광역시 울주군 언양읍 동부리', 종점을 '울산광역시 남구 무거동'으로 명시[14]
- 2017년 2월 17일 : 2017년까지 기존 울산 요금소 부지에 간이휴게소 설치 공사를 위해 울산광역시 울주군 언양읍 어음리 ~ 남구 무거동 14.3km 구간 도로구역 변경[15]
- 2017년 6월 8일 : 2018년까지 선형개량공사를 위해 울산광역시 울주군 언양읍 반송리 1.87km 구간 도로구역 변경[16]
- 2017년 7월 18일 : 장검 나들목 언양방향 울산역 방면 진출로 개통[17]
- 2018년 2월 5일 : 장검 나들목 울산방향 진입로 개통[18]
- 2020년 3월 27일 : 2022년 12월까지 범서 하이패스 나들목 설치를 위해 울산광역시 울주군 범서읍 입암리 ~ 천상리 2.07km 구간 도로구역 변경[19]
- 2025년 6월 24일 : 범서 하이패스 나들목 개통

## 구성

### 차로수
- 언양 분기점 ~ 범서 정류장·범서 나들목  : 왕복 4차로
- 범서 정류장·범서 나들목  ~ 울산 요금소 : 왕복 6차로
- 울산 요금소 ~ 울산 나들목 : 왕복 8차로

### 총연장
- 14.3km

### 제한속도
- 전 구간 최고 100km/h, 최저 50km/h

## 나들목 · 분기점
- 여기서 숫자는 진출입교차점 (IC 및 JC) 번호를 말하고, TG는 요금소(Tollgate), SA는 휴게소(Service Area)를 뜻한다.
- 거리의 단위는 km이다.

| 번호              | 이름             | 로마자 이름          | 구간 거리 | 누적 거리 | 접속 노선                                                                                  | 소재지     | 소재지 | 비고                                                    |
| ----------------- | ---------------- | -------------------- | --------- | --------- | ------------------------------------------------------------------------------------------ | ---------- | ------ | ------------------------------------------------------- |
| 1                 | 언양 분기점      | Eonyang JC           | -         | 0.00      | 1호선 경부고속도로                                                                         | 울산광역시 | 울주군 |                                                         |
| SA                | 울산행복드림쉼터 | Ulsan Happy Dream SA |           |           |                                                                                            | 울산광역시 | 울주군 | 울산방향(간이 휴게소) (주유소 없음) 구 울산 요금소 부지 |
| 1-1               | 범서             | Beomseo              |           |           | 당앞로·송현길                                                                              | 울산광역시 | 울주군 |                                                         |
| 2                 | 울산 분기점      | Ulsan JC             | 11.80     | 11.80     | 65호선 동해고속도로                                                                        | 울산광역시 | 울주군 |                                                         |
| TG                | 울산 요금소      | Ulsan TG             |           |           |                                                                                            | 울산광역시 | 울주군 | 본선요금소                                              |
| 3                 | 장검             | Janggeom             |           |           | 국도 제24호선 (울밀로) 백천2길·장검길                                                      | 울산광역시 | 울주군 |                                                         |
|                   | 울산             | Ulsan                | 2.50      | 14.30     | 국도 제7호선 (대학로·북부순환도로) 국도 제14호선 (대학로·북부순환도로) 남부순환도로·삼호로 | 울산광역시 | 남구   |                                                         |
| 남부순환도로 직결 |                  |                      |           |           |                                                                                            |            |        |                                                         |

## 주요 통과지
울산광역시
- 울주군 (언양읍 - 범서읍) - 남구 (무거동)

## 교통량
2010년 기준의 교통량 정보에 따르면 14.3km 전 구간 기준으로 12시간에 31,963대, 24시간에 44,868대가 통과한다.

## 통행료 폐지 논쟁
울산고속도로는 총 연장이 매우 짧고 전 구간이 울산광역시내에 위치하고 있어, 이용객의 대부분이 울산시민들이다. 한편 통행료는 서울산 나들목에서 울산 요금소간 이용시 중형차 기준으로 1,600원을 징수하고 있으며, 이는 다른 고속도로에 비하여 높은 요금이다. 또한 건설 비용 회수율도 대한민국 최고 수준인 464%를 기록하고 있다. 이러한 배경에 따라, 울산고속도로를 이용하는 시민들의 통행료 부담이 지역사회의 문제가 되었다.
이에 울산광역시의회 등에서는 지속적으로 통행료 징수 폐지를 주장하였으며, 나아가서는 울산고속도로를 일반도로로 변경하고 운영권을 울산광역시로 이양할 것을 요구하였다. 현재는 이 구간의 통행료 폐지에 대한 법안이 발의되었다.

## 기타

### 버스정류소
- 천상(범서) 정류장 : 정식 명칭은 천상 정류장이며, 울산 삼산동 시외고속버스터미널에서 울주군 언양시외버스터미널, 석남사, 울산역 등의 지역으로 운행하는 버스가 정차한다. 정차하는 버스로는 울산시내버스 1703번, 울산시내버스 1713번, 울산시내버스 1723번이 있다. (5004번이 처음 운행할 당시에는 고속도로를 경유했으나 2011.11월경 24번국도를 경유해 바로 울산역으로 진입하도록 노선이 변경되어 더 이상 고속도로로 운행하지 않음)
- 구 톨게이트 정류장 : 폐쇄된 언양 나들목의 부지에 설치되었다. 울산방향만 있으며, 울산 ~ 김해국제공항 리무진 버스가 정차하여 하차할 수 있다.(승차는 서울산 나들목 인근에 있는 언양 정류장에서 할 수 있다.)

### 과거언양 나들목정체
2000년 서울산 나들목이 생기기 전, 언양의 고속도로 나들목은 언양 나들목이 유일했다. 그러나 이 언양 나들목은 평면교차식으로 울산에서 언양으로 가는 방향(경부고속도로 방면에서 울산 방면으로 U턴)의 차량과 언양에서 경부고속도로로 진입하려는 차량 간의 병목 현상이 심하고, 사고 위험이 높았다.
그러한 이유로 1997년 5월 삼남면 교동리 일대에 삼남 나들목(현 서울산 나들목)이 착공되어 2000년 9월 5일에 개통되었다.
지금은 언양의 고속도로 주 출입구가 서울산 나들목으로 이전되었기 때문에 이러한 병목 현상은 없다.

## 갤러리

울산 요금소 (개통 당시)
울산 요금소 (이설 후)
울산 분기점